# طوكيو سوناتا
طوكيو سوناتا (باليابانية: トウキョウソナタ) فيلم ياباني من اخراج كيوشي كوروساوا. وبطولة تيرويوكي كاغاوا.

## القصة
تدور أحداث الفيلم حول عائلة من الطبقة المتوسطة في طوكيو، عائلة ساساكي، والتي تتكون من ريوهي ساساكي وزوجته ميغومي وابنيهما تاكاشي وكينجي. لدى ريوهي وظيفة مكتبية جيدة، لكنه طُرد فجأة لأن العمال الصينيين أرخص. يقرر ريوهي إخفاء حقيقة طرده على عائلته. بينما يحاول بشكل يائس العثور على عمل جديد.

## الممثلون
- تيرويوكي كاغاوا بدور ريوهي ساساكي
- كيوكو كويزومي بدور ميغومي ساساكي
- يو كوياناجي بدور تاكاشي ساساكي
- كاي إينواكي بدور كينجي ساساكي
- هاروكا إيغاوا بدور الآنسة كانيكو
- كانجي تسودا بدور كورسو
- كوجي ياكوشو بدور اللص
- كازويا كوجيما بدور السيد كوباياشي

## الجوائز والترشيحات
| قائمة الجوائز والترشيحات                      | قائمة الجوائز والترشيحات     | قائمة الجوائز والترشيحات                   | قائمة الجوائز والترشيحات | قائمة الجوائز والترشيحات |
| الجائزة                                       | الفئة                        | المستلم                                    | النتيجة                  |                          |
| --------------------------------------------- | ---------------------------- | ------------------------------------------ | ------------------------ | ------------------------ |
| مهرجان كان السينمائي 2008                     | نظرة ما - جائزة لجنة التحكيم | طوكيو سوناتا                               | فوز                      |                          |
| مهرجان شيكاغو السينمائي الدولي الدورة 44      | جائزة لجنة التحكيم           | طوكيو سوناتا                               | فوز                      |                          |
| جوائز الأفلام الآسيوية الدورة 3               | افضل فيلم                    | طوكيو سوناتا                               | فوز                      |                          |
| جوائز الأفلام الآسيوية الدورة 3               | أفضل سيناريو                 | كيوشي كوروساوا، ماكس مانيكس، ساشيكو تاناكا | فوز                      |                          |
| مهرجان يوكوهاما السينمائي الدورة 30           | أفضل مصور سينمائي            | أكيكو أشيزاوا                              | فوز                      |                          |
| مهرجان مار ديل بلاتا الدورة 23                | افضل مخرج                    | كيوشي كوروساوا                             | فوز                      |                          |
| مهرجان الفيلم العربي الآسيوي الدورة 10        | أفضل فيلم آسيوي              | طوكيو سوناتا                               | فوز                      |                          |
| مهرجان يوتيكا السينمائي الدورة 9              | أفضل فيلم آسيوي              | طوكيو سوناتا                               | فوز                      |                          |
| مهرجان أوساكا السينمائي الدورة 4              | افضل فيلم                    | طوكيو سوناتا                               | فوز                      |                          |
| مهرجان أوساكا السينمائي الدورة 4              | أفضل إخراج                   | كيوشي كوروساوا                             | فوز                      |                          |
| جوائز الشاشة الآسيوية والمحيط الهادئ الدورة 2 | الإنجاز في الإخراج           | كيوشي كوروساوا                             | رُشِّح                      |                          |
| جوائز الشاشة الآسيوية والمحيط الهادئ الدورة 2 | أفضل سيناريو                 | كيوشي كوروساوا، ماكس مانيكس، ساشيكو تاناكا | رُشِّح                      |                          |
| جوائز هوتشي السينمائي الدورة 33               | أفضل ممثلة رئيسية            | كيوكو كويزومي                              | فوز                      |                          |
| جوائز كينما جونبو الدورة 82                   | أفضل ممثلة رئيسية            | كيوكو كويزومي                              | فوز                      |                          |
| جوائز كينما جونبو الدورة 82                   | أفضل ممثل جديد               | كاي اينوواكي                               | فوز                      |                          |
| جائزة السينما                                 | أفضل فيلم في عام 2008        | طوكيو سوناتا                               | المركز 5                 |                          |

## روابط خارجية
- طوكيو سوناتا على موقع IMDb (الإنجليزية)
- طوكيو سوناتا على موقع ميتاكريتيك (الإنجليزية)
- طوكيو سوناتا على موقع روتن توميتوز (الإنجليزية)
- طوكيو سوناتا على موقع نتفليكس (الإنجليزية)
- طوكيو سوناتا على موقع ألو سيني (الفرنسية)
- طوكيو سوناتا على موقع Turner Classic Movies (الإنجليزية)
- طوكيو سوناتا على موقع أول موفي (الإنجليزية)
- طوكيو سوناتا على موقع بوكس أوفيس موجو (الإنجليزية)
- طوكيو سوناتا على موقع فيلمافينيتي (الإسبانية)
- طوكيو سوناتا على موقع قاعدة بيانات الفيلم (الإنجليزية)